# North Turramurra
North Turramurra är en del av en befolkad plats i Australien. Den ligger i kommunen City of Sydney och delstaten New South Wales, i den sydöstra delen av landet, omkring 17 kilometer norr om delstatshuvudstaden Sydney.
Runt North Turramurra är det mycket tätbefolkat, med 1 463 invånare per kvadratkilometer.. Närmaste större samhälle är Sydney, omkring 17 kilometer söder om North Turramurra. 
Runt North Turramurra är det i huvudsak tätbebyggt. Genomsnittlig årsnederbörd är 1 380 millimeter. Den regnigaste månaden är februari, med i genomsnitt 200 mm nederbörd, och den torraste är juli, med 36 mm nederbörd.